# البنك الفارسي

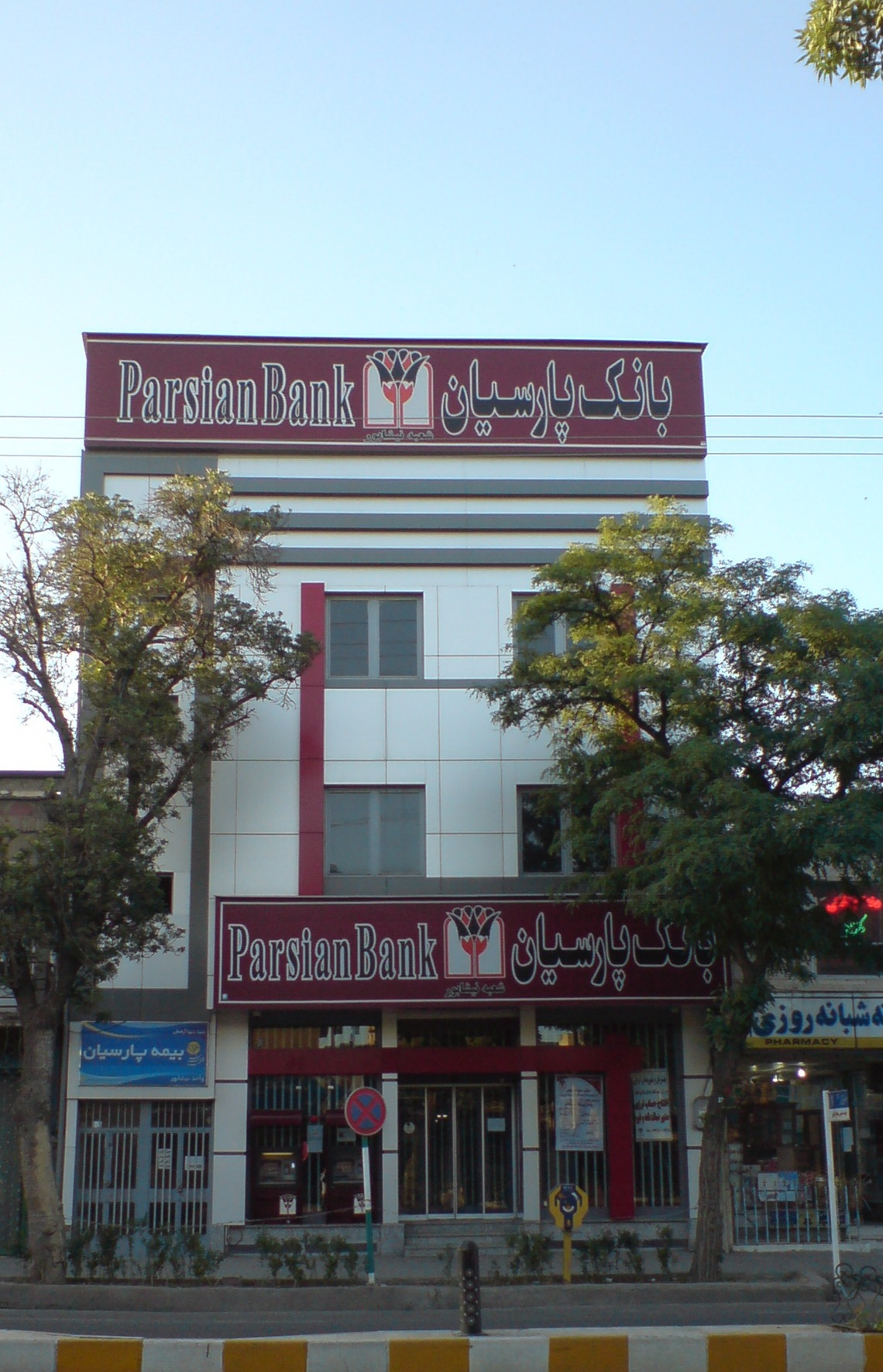
أحد فروع البنك الفارسي في نيسابور

البنك الفارسي (بالفارسية: بانک پارسیان) هو بنك إيراني خاص رئيسي ، ومقره في طهران ، إيران . بالإضافة إلى الخدمات المصرفية التقليدية ، تقدم أيضًا خدمات متنوعة مثل التأمين وتأجير السيارات. أنجح فرع بالبنك هو التأجير.

## روابط خارجية
- الموقع الرسمي (النسخة الإنجليزية)